# Gyapjas István
Gyapjas István (Torda, 1919. december 4. – ?) jugoszláviai magyar színész.

## Életpályája
1935-től amatőr színész és rendező volt Tordán. 1945–1953 között a Szabadkai Népszínház tagja volt.
Közel álltak hozzá a komikus és énekes szerepek, de játszott karakterszerepet is.

## Színházi szerepei
- Sárközi György: Dózsa György – Balog deák
- Török Sándor: Április – Péter
- Szolovjov: A csendháborító – Naszreddin Hodzsa
- Katajev: Hajrá! – Iscsenko
- Weigand József: Ördögűzők – Imre
- Csiky Gergely: Ingyenélők
- Jacoby Viktor: Leányvásár
- Szirmai Albert: Mágnás Miska – Miska
- Kálmán Imre: Marica grófnő
- Vas Gereben: A nemzet napszámosai